# 228년

## 연호
- 위(魏) 태화(太和) 2년
- 촉(蜀) 건흥(建興) 6년
- 동오(東吳) 황무(黃武) 7년

## 기년
- 위(魏) 명제(明帝) 2년
- 촉(蜀) 후주(後主) 6년
- 동오(東吳) 손권(孫權) 7년
- 신라(新羅) 내해 이사금(奈解泥師今) 33년
- 고구려(高句麗) 동천왕(東川王) 2년
- 백제(百濟) 구수왕(仇首王) 15년

## 사망
- 중국 촉나라 마량의 동생 마속